# Sella italiano
Il sella italiano è una razza equina che deriva fondamentalmente da incroci e meticciamenti del purosangue inglese, arabo, anglo-arabo e loro derivati, o anglo-arabo sardo e suoi derivati, con fattrici di razze tipiche della penisola italiana con attitudine alla sella.
L'iscrizione al libro genealogico richiede che esse siano di origine accertata e che «non abbiano ascendenti di razze da tiro fino alla terza generazione».

## Carattere ed attitudini
Lo scopo di tali incroci è ottenere un cavallo dall'aspetto elegante e nobile, di carattere vivace, con la robustezza del purosangue inglese e l'affidabilità delle razze italiche. La destinazione primaria sono le competizioni sportive come salto ostacoli e dressage.
- Gambe: sottili e lunghe
- Altezza al garrese: non inferiore a 1,56 m[1]
- Mantelli: principalmente baio, morello o sauro. È escluso il pezzato.